# Manicomyia chirindana
Manicomyia chirindana är en tvåvingeart som först beskrevs av Munro 1935.  Manicomyia chirindana ingår i släktet Manicomyia och familjen borrflugor. Inga underarter finns listade i Catalogue of Life.